# Kritijev deček
Marmorni Kritijev deček pripada zgodnjemu klasičnemu obdobju starodavnega grškega kiparstva. To je prvi kip  klasične antike, za katerega je znano, da je upodobljen v kontrapostu ; Kenneth Clark ga je imenoval "prvi lep akt v umetnosti".  Morda so tudi pri prejšnjih bronastih kipih uporabili to tehniko, a niso ohranjeni. Susan Woodford je ugibala, da je kip kopija bronastega izvirnika . Kritijev deček se tako imenuje, ker so ga zaradi nekaterih dokazov pripisovali Kritiju, ki je sodeloval z Nesiotom (naredila sta kip Harmodij in Aristogejton), ali njuni šoli približno 480 pr. n. št. Kip je precej manjši od naravne velikosti, visok je približno 86 cm  skupaj z nosilci, ki nadomeščajo manjkajoče noge.

## Odkritje
Kip je bil izkopan leta 1866 na Akropoli v Atenah, našli so ga med "perzijskimi smetmi", na odlagališču, na katerem so Atenci zakopali razbitine svetih artefaktov, ki jih je uničila perzijska vojska leta 480 pr. n. št. Na ogled je v muzeju Akropola v Atenah  blizu mesta, na katerem je bil izkopan. Trup je bil najden leta 1865, ko so izkopavali temelje starega muzeja na atenski Akropoli. Glava kipa je bila najdena med muzejem in južno steno Akropole, na zadnjem delu ruševin iz perzijskih vojn, 23 let kasneje. To je povezano z analizo njegovega sloga, kar je bistvenega pomena za datiranje. 

## Pomembnost
Ne glede na to, ali je Kritij prvi uporabil kontrapost ali ne, je jasno, da je pri Kritijevem dečku (efeb) grški umetnik obvladal popolno razumevanje, kako različni deli telesa delujejo kot sistem. Kip ima telesno težo na levi nogi, desna pa je v kolenu sproščena, v sproščujočem stanju. Ta drža, znana kot kontrapost, sproži verigo anatomskih dogodkov: ko je medenica potisnjena diagonalno navzgor na levi strani, se desna zadnjica sprosti, hrbtenica pridobi krivuljo "S" in črta ramen na levi preprečuje delovanje medenice. Med klasičnimi grškimi skulpturami Kritijev deček izraža Poliklejtov kiparski kanon in njegovih učencev. 
Kip je postal pravilo za kasnejše kiparje, kot sta Praksitel in Lizip, katerih kontrapost je bolj poudarjen kot "subtilno ravnovesje orisa in osi, ki je osnova klasične umetnosti", ki jo je pokazalo  "občutljivo ravnovesje gibanja Kritijevega dečka".
Kritijev deček kaže številne druge novosti, ki ga ločujejo od arhaičnega kurosa iz 7. in 6. stoletja pred našim štetjem, ki je tlakoval pot. Mišična in skeletna struktura sta prikazani z neizprosno resnično natančnostjo, sproščenim odnosom in boki, ki so izrazito ožji. Kot končni prednik klasičnega obdobja je "nasmeh" arhaičnih kipov popolnoma nadomestil z natančnim prikazom ustnic in strogim izrazom, ki je zaznamoval prehoden strogi slog. Narejen je bil v isti dobi kot Svetlolasa kurosova glava iz Akropole in kip, ki je prikazoval ubijalca tiranov Harmodija in Aristogejtona. Dober primer za primerjavo je marmorni kip efeba v muzeju v Agrigentu.